# Metabraxas clerica
Metabraxas clerica là một loài bướm đêm trong họ Geometridae.